# Gabinete Paraná
O Gabinete Paraná, apelidado de Ministério da Conciliação, foi o ministério formado pelo Partido Conservador em 6 de setembro de 1853 e dissolvido em 3 de setembro de 1856. Foi chefiado por Honório Hermeto Carneiro Leão, Marquês do Paraná, sendo o 7º gabinete do Império do Brasil após o estabelecimento do Decreto n.º 523 de 1847. Foi antecedido pelo Gabinete Itaboraí I e sucedido pelo Gabinete Caxias I.

## Contexto
Segundo Sérgio Buarque de Holanda (2004):
O Presidente do Conselho e chefe real da política, de 6 de setembro de 1853 a 3 de setembro de 1856, é Honório Hermeto Carneiro Leão, Visconde e depois Marquês de Paraná. A morte é que provocou sua substituição, na Presidência do Conselho, por Luís Alves de Lima, então Marquês de Caxias. [...] Paraná era o político mais forte do país. Já passara por vários cargos importantes, em todos deixando sinais. Tinha o gosto da administração, sabia dominar os homens, era um dirigente nato. Naquele momento, ninguém mais talhado que ele para a Presidência do Conselho. E soube exercê-la de forma objetiva, realizando quanto pensava, como prático e decidido que era. A tradição de independência e mesmo de arrogância fazia dele pessoa acatada.

## Composição

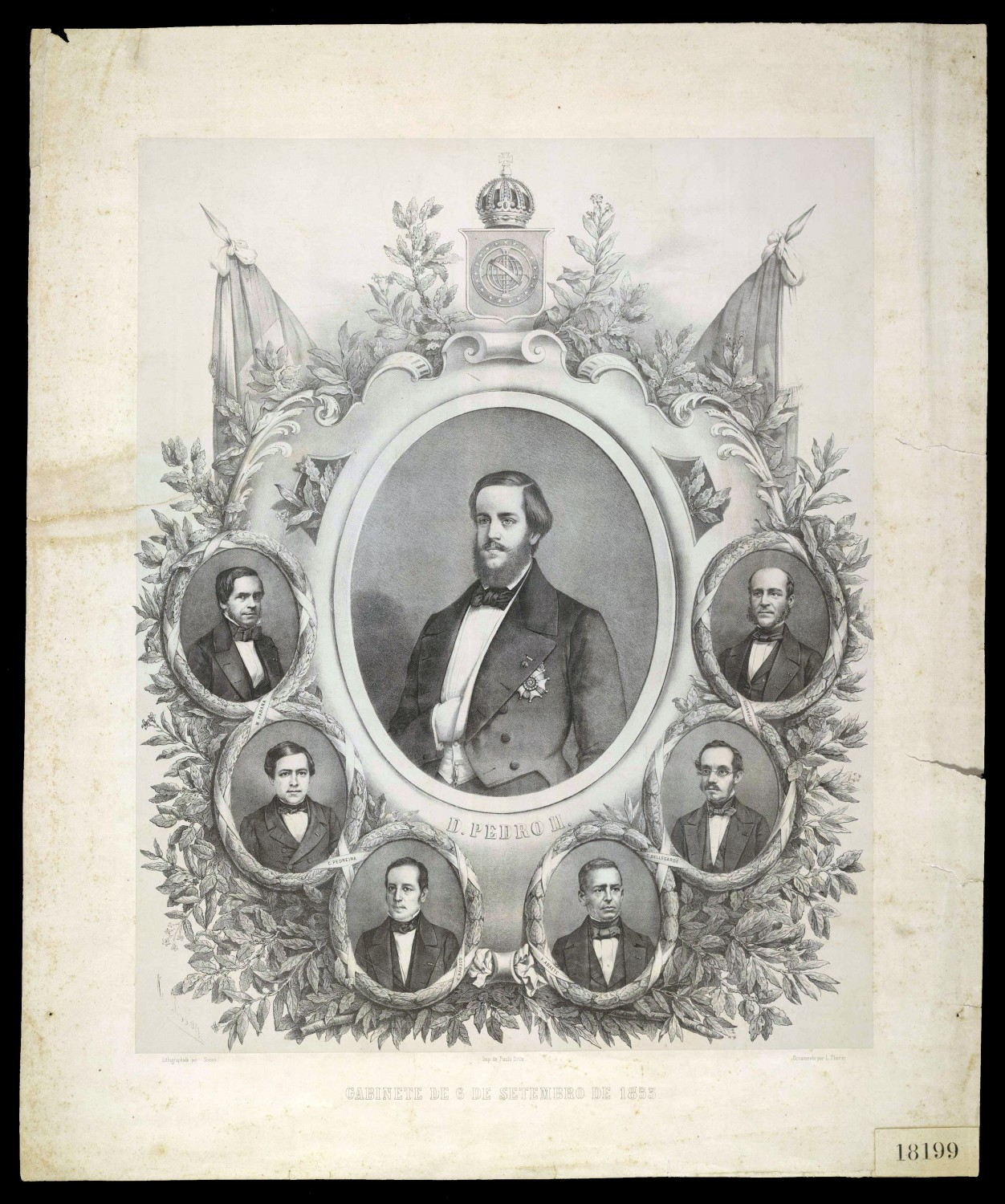
Imagem comemorativa ao Gabinete Paraná feita por Sébastien Auguste Sisson em 1853.

O gabinete foi composto da seguinte forma:
- Presidente do Conselho de Ministros: Honório Hermeto Carneiro Leão, Marquês do Paraná.
- Ministro dos Negócios do Império: Luís Pedreira do Couto Ferraz, Visconde de Bom Retiro.
- Ministro da Justiça: José Tomás Nabuco de Araújo.
- Ministro dos Estrangeiros: Antônio Paulino Limpo de Abreu, Visconde de Abaeté; substituído em 14 de junho de 1855 por José Maria da Silva Paranhos.
- Ministro da Fazenda: Honório Hermeto Carneiro Leão; substituído interinamente de 12 a 27 de janeiro de 1855 por Antônio Paulino Limpo de Abreu, e em 23 de agosto de 1856 por João Maurício Wanderley.
- Ministro da Marinha: Pedro de Alcântara Bellegarde, interino; substituído em 15 de dezembro de 1853 por José Maria da Silva Paranhos; em 14 de junho de 1855 por João Maurício Wanderley; e em 8 de outubro de 1856 por José Maria da Silva Paranhos.
- Ministro da Guerra: Pedro de Alcântara Bellegarde; substituído a 14 de junho de 1855 por Luís Alves de Lima e Silva, Marquês de Caxias.

## Programa de governo
Segundo o Presidente do Conselho de Ministros (1853):
Não pretendemos ser meros continuadores, havemos de dirigir os negócios públicos segundo as nossas inteligências e consciência. (...) É verdade que pelo que toca à política interna pertencemos à opinião que se tem apelidado conservadora; porém essa opinião, tal qual eu e os meus nobres colegas a professamos, não exclui o progresso; pelo contrário, entendemos que não há boa conservação sem que haja também progresso. Entendemos, pois, que devemos procurar melhoramentos, não só materiais, mas também intelectuais e morais.
O gabinete apresentou o seguinte programa de governo:
- Estipular as condições dos contratos para a construção das duas estradas de ferro, de acordo com as leis de 26 de junho e 11 de setembro de 1852.
- Reprimir o tráfico negreiro.
- Incentivar a imigração.
- Criar um banco para incentivo do comércio e da indústria.
- Aperfeiçoar a lei orgânica das Câmaras Municipais.

## Legislação aprovada
O gabinete aprovou a seguinte legislação:
- Decreto nº 1.293 de 16 de dezembro de 1853: Declara que as petições de graça dos recomendados à morte devem ser instruídas com o traslado de todo o processo.
- Decreto nº 1.303 de 28 de dezembro de 1853: Declara que os africanos livres, cujos serviços foram arrematados por particulares, ficam emancipados depois de 14 anos, quando o requeiram, e providenciando sobre o destino dos mesmos africanos.
- Decreto nº 781 de 10 de setembro de 1854: Autoriza o governo a reformar as secretarias de Estado dos Negócios do Império, Justiça e Estrangeiros e as secretarias da polícia da Corte e província, bem como a fundar um instituto de cegos, etc., e criação de faculdades teológicas.
- Decreto nº 1.318 de 30 de janeiro de 1854: Manda executar a Lei nº 601 de 18 de setembro de 1850 (Lei de Terras).
- Decreto nº 1.331 A de 17 de fevereiro de 1854: Aprova o regulamento para reforma do ensino primário e secundário do município da Corte.
- Decreto nº 1.386 de 28 de abril de 1854: Dá novos estatutos aos cursos jurídicos.
- Decreto nº 1.387 de 28 de abril de 1854: Dá novos estatutos às faculdades de Medicina.
- Decreto nº 1.428 de 12 de setembro de 1854: Cria nesta Corte um instituto denominado Imperial Instituto dos Meninos Cegos.
- Decreto nº 1.445 de 2 de outubro de 1854: Inova o contrato celebrado pelo governo imperial com a Companhia de Navegação e Comércio do Amazonas.
- Decreto nº 1.458 de 14 de outubro de 1854: Regula o modo por que devem ser presentes ao Poder Moderador as petições de graça e os relatórios dos juízes, nos casos de pena capital, e determinando como se devem julgar conforme as anistias, perdão ou comutação da pena.
- Decreto nº 1.568 de 24 de fevereiro de 1855: Aprova o regulamento complementar dos estatutos da Faculdade de Direito do Império para execução do §3 do Art. 21 do Decreto nº 1.386 de 28 de abril de 1854.
- Decreto nº 1.569 de 3 de março de 1855: Aprova o regimento de custas judiciárias, mandado organizar pela Lei nº 604 de 3 de junho de 1851.
- Decreto nº 1.599 de 9 de maio de 1855: Aprova os estatutos da Companhia Estrada de Ferro D. Pedro II.
- Decreto nº 1.664 de 27 de outubro de 1855: Dá regulamento para execução do Decreto nº 816 de 10 de julho de 1855 sobre desapropriação para construção de obras e serviços das estradas de ferro do Brasil.
- Decreto nº 1.707 de 29 de dezembro de 1855: Promulga a convenção celebrada entre o Brasil e Portugal para punir e reprimir o crime de moeda falsa.
- Lei nº 874 de 23 de agosto de 1856: Cria na capital do Império um conselho naval.
- Decreto nº 1.766 de 11 de junho de 1856: Derroga as disposições do Decreto nº 89 de 31 de julho de 1851 em referência à mercê do hábito da Ordem de São Bento de Avis.
- Decreto nº 1.774 de 2 de julho de 1856: Dá regulamento para a Casa de Detenção da Corte.
- Decreto nº 1.781 de 14 de julho de 1856: Promulga o tratado de amizade, comércio e navegação entre o Brasil e a Confederação Argentina.
- Decreto nº 1.781 de 14 de julho de 1856: Promulga o tratado de amizade, etc. entre o Brasil e o Paraguai.
- Decreto nº 1.781 de 14 de julho de 1856: Sobre limites entre o Brasil e o Paraguai.